# Хорње Зељењице
Хорње Зељењице (слч. Horné Zelenice) насељено је мјесто са административним статусом сеоске општине (слч. obec) у округу Хлоховец, у Трнавском крају, Словачка Република.

## Становништво
| Година:    | 1994. | 2004.   | 2014.   | 2024.   |
| ---------- | ----- | ------- | ------- | ------- |
| Број људи: | 627   | 655     | 706     | 713     |
| Разлика:   |       | +4,46 % | +7,78 % | +0,99 % |

| Година:    | 2023. | 2024.   |
| ---------- | ----- | ------- |
| Број људи: | 696   | 713     |
| Разлика:   |       | +2,44 % |

Према подацима о броју становника из 2024. године насеље је имало 713 становника.